# Hydrometeorologie
Hydrometeorologie je odnož meteorologie (kombinovaná s hydrologií), která zkoumá především přenos energie a vody mezi zemským povrchem a nižšími vrstvami atmosféry. Rovněž ji lze chápat jako nauku o srážkách a o koloběhu vody v přírodě. Dále se zabývá předpovědí povodní (aby se předešlo ztrátám na majetku a životech) a také předpovědí srážek v aridních oblastech.